# Горбаль Кость Гаврилович
Ко́сть Горба́ль (28 травня 1836, Тисмениця, Станіславівський округ, Королівство Галичини та Володимирії, Австрійська імперія— 14 січня 1903, Перемишль, Австро - Угорщина) — український літературний критик, педагог і журналіст.

## Життєпис
Кость Горбаль народився 28 травня 1836 року в Тисмениця на Прикарпатті. у кушнірській родині.  Закінчив у  1861 р. екстерном гімназію в Чернівцях, працював приватним учителем. У 1861-1864 рр. студіював природничі та філологічні науки у Львівському університеті, підробляючи на життя лекціями. У 1865 р. редагував, видавав літературно-науковий журнал "Нива", а в 1867 р. разом із Ф. Заревичем - політичну газету "Русь". У 1868-1890 рр. вчителював у Тернополі та Стриї. Від 1883р. перебував на посаді проофесора  перемишльської  гімназії. Серед вихованців Горбаня  були: Є. Олесницький, В. Охримович, І. Брик, П. Карманський 

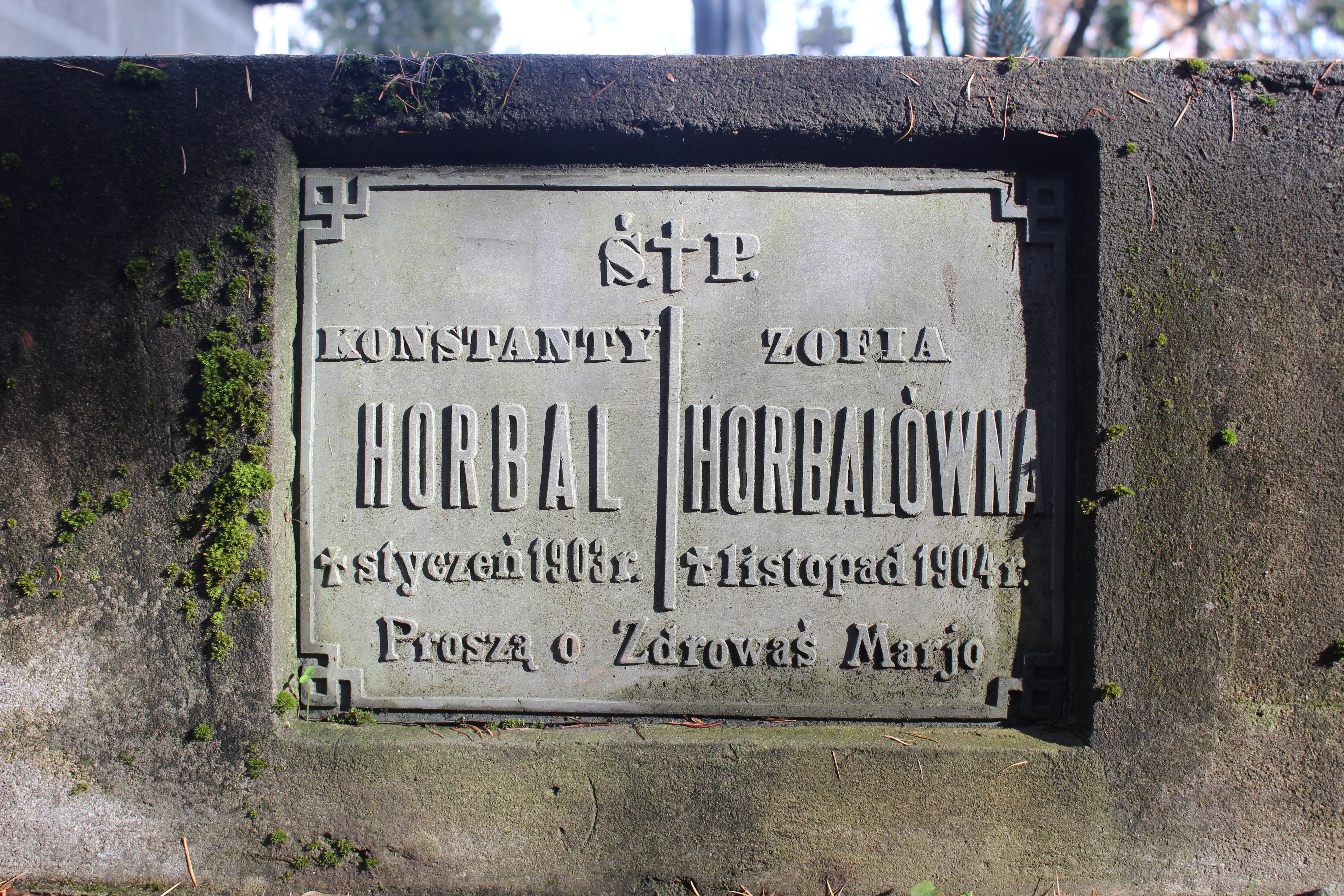
Поховання

Першими літературними спробами  були його громадсько-просвітницькі бесіди, опубліковані ще 1861 р. Він записував народні пісні, готував невеличкі народознавчі розвідки. Серед художніх творів певну цінність мають автобіографічні оповідання "Три брати шукають долі", "Мати", "Виїзд на посаду". В журналах "Нива", "Мета", газеті "Діло" опублікував низку нарисів, замальовок, фейлетонів. 
Помер Кость Горбаль 14 січня 1903 року в Перемишлі.

## Доробок
- «Три брати шукають долі»;
- «Мати»;
- «Виїзд на посаду».

- «З питання про малоруську літературу»
- «Як повстають пом'якшені приголосні у польській та українській мовах»
- «Різниця в пом'якшенні приголосних у польській та українській мовах»
- «Спомини з моїх літ». [5]

## Вшанування пам'яті
- У Тисмениці  назвали одну з вулиць свого міста ім'ям Костя Горбаля.[6]
- До ювілею Костя Горбаля в івано-франківському видавництві «Місто НВ», було випущено конверт із зображенням портрета Костя Горбаля і відбитком першого числа газети «Русь».